# Schwarzachspitze
Die Schwarzachspitze ist ein 3092 m ü. A. hoher Berggipfel des Umbalkamms in der Venedigergruppe in Osttirol (Österreich). Er liegt im Nordwesten Osttirols an der Gemeindegrenze zwischen St. Jakob in Defereggen und Prägraten am Großvenediger.

## Lage
Bei der Schwarzachspitze handelt es sich um einen alpinistisch unbedeutenden Berggipfel am Südgrat der Daberspitze, der ausgehend von der Daberspitze über den Nördlichen Rotenmannkopf und den Südlichen Rotenmannkopf über die Schwarzachspitze bis zum Schwarzachtörl hinunterreicht. Der Südgrat der Daberspitze bildet dabei mehrere Dreitausendergipfel aus, wovon jedoch nur die genannten drei Berggipfel benannt wurden. Die Schwarzachspitze liegt zwischen den beiden Rotenmannköpfen im Norden und dem Schwarzachtörl im Süden, wobei das Schwarzachtörl die Schwarzachspitze von der südlich gelegenen Törlspitze trennt. Westlich der Schwarzachspitze fällt der Berg zum namengebenden Schwarzachtal der Schwarzach ab, östlich des Berggipfels liegt der Karbach, der das Hochkar des Dabertals entwässert und in den Daberbach mündet.

## Aufstiegsmöglichkeiten
Die Schwarzachspitze ist von der Clarahütte oder der Neuen Reichenberger Hütte über das Dabertal zugänglich, wobei der Aufstieg entlang des Südostgrats vom Schwarzachtörl aus (UIAA I) oder über das Hochkar entlang des Südostgrats erfolgen kann. Vom Schwarzachtal aus besteht die Möglichkeit über die Oberhausalm und das Schwarzachtörl aufzusteigen.